# Stærkstrømsteknik
Stærkstrømsteknik er et underområde inden for elektroteknik, der beskæftiger sig med generering, transmission, distribution og udnyttelse af elektrisk energi og det elektriske apparat, der er forbundet med sådanne systemer. Selvom en stor del af feltet beskæftiger sig med problemerne med trefaset vekselstrøm – standarden for storskala krafttransmission og distribution på tværs af den moderne verden – er en betydelig del af feltet beskæftiget med konverteringen mellem vekselstrøm og jævnstrøm og udvikling af specialiserede kraftsystemer såsom dem, der anvendes i fly eller til elektriske jernbanenet. Stærkstrømsteknik trækker størstedelen af sin teoretiske base fra elektroteknik og maskinteknik.